# Sant'Apollinare in Classe
Sant'Apollinare in Classe és una basílica situada a Classe, antic port de la ciutat italiana de Ravenna, i un monument de l'art romà d'Orient primerenc. Avui dista uns cinc quilòmetres de Ravenna, sent una frazione del municipi. Es va construir durant la primera meitat del segle vi, i va ser finançada per Giuliano Argentari per al bisbe Ursicino. Va ser consagrada el 9 de maig de l'any 549 pel primer arquebisbe Maximià i es va dedicar a Sant Apol·linar, primer bisbe de Ravenna. Ha estat inscrita per la UNESCO a la llista del Patrimoni de la Humanitat de 1996 entre els monuments paleocristians de Ravenna. Segons l'avaluació de ICOMOS:
| «              | Els edificis paleocristians de Ravenna no tenen equivalent a la informació que donen sobre el desenvolupament i bescanvi artístic en aquest període altament significatiu per al desenvolupament cultural d'Europa. Constitueixen l'essència de l'arquitectura i l'art funerari religiós del segle vi. Els mosaics són entre el millor d'aquesta forma d'expressió que es troba a Europa. Són encara de més gran importància a causa de la unió de les tècniques i els motius de l'Orient i Occident. | » |
| — ICOMOS, 1996 | |   |

## Context històric
L'emperador Justinià I (527-565) va ser el protagonista del període de màxima esplendor de l'Imperi Romà d'Orient, la «Primera Edat d'Or» (segle vi). Justinià va intentar reviure la glòria de l'antic Imperi Romà emprenent la conquesta del Mediterrani, entre les quals s'inclou Itàlia —pertanyent als ostrogots— on es trobava la ciutat de Ravenna, que es va convertir, el segle vi, en la segona capital de l'imperi i va estar governada per l'exarca; amb jurisdicció nominal sobre la Itàlia meridional i Sicília, va reconquerir el nord d'Àfrica als vàndals i Espània als visigots. És normal, per tant, que a Ravenna es construïssin els més rics edificis d'occident, entre els quals es troben les esglésies de Sant Vidal de Ravenna, Basílica de Sant Apol·linar el Nou i la basílica de Sant'Apollinare in Classe.
Sota el regnat de Justinià es va desenvolupar una colossal activitat constructiva emulant la dels grans emperadors romans del passat, l'art romà d'Orient va assolir la seva maduresa amb la unió d'elements grecs, llatins, orientals i paleocristians. Els principals trets dels temples, són que tenen planta central, les voltes de pedra o maó, les cúpules normalment recolzades sobre petxines, les finestres geminades i els principals murs es troben coberts amb mosaics i pintures al fresc amb gran riquesa de simbologia i de figures hieràtiques.

## Exterior

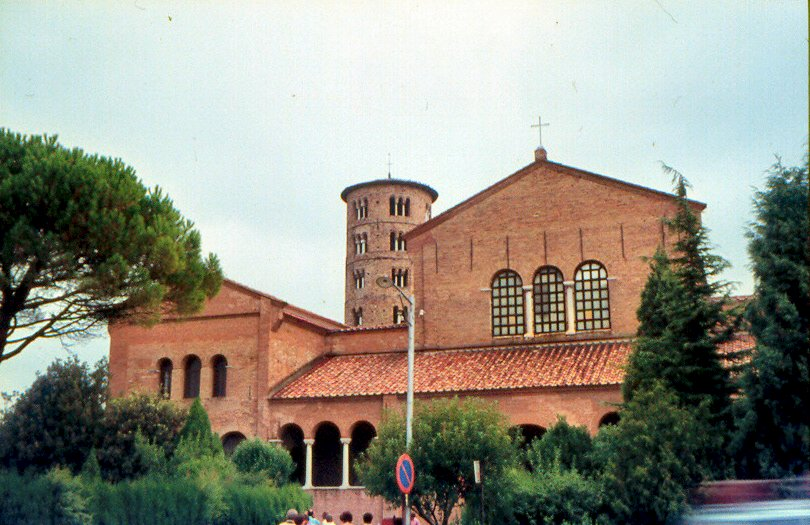
Exterior de la basílica amb el nàrtex

La basílica consta de tres naus, de les quals el cos de la central està sobrealçat i té un absis poligonal amb dues capelles absidals.
La façana, que ha estat restaurada parcialment, igual que succeeix amb altres parts de l'església, té davant un nàrtex sota el que hi ha marbres i inscripcions i que originàriament formaven un quadripòrtic, i està alleujada amb l'obertura d'un trifori. Els arquitraus de la portada són de marbre grec. Damunt la portada hi ha una elegant finestra triforada.
A l'esquerra de l'església està la torre del campanar del segle ix que s'eleva amb la seva forma cilíndrica, mentre les finestres, de baix a dalt, primer són monòfores, després biforades i per fi triforis. Aquesta estructura fa la torre més estable i lleugera, impedint que s'ensorri.

## Interior

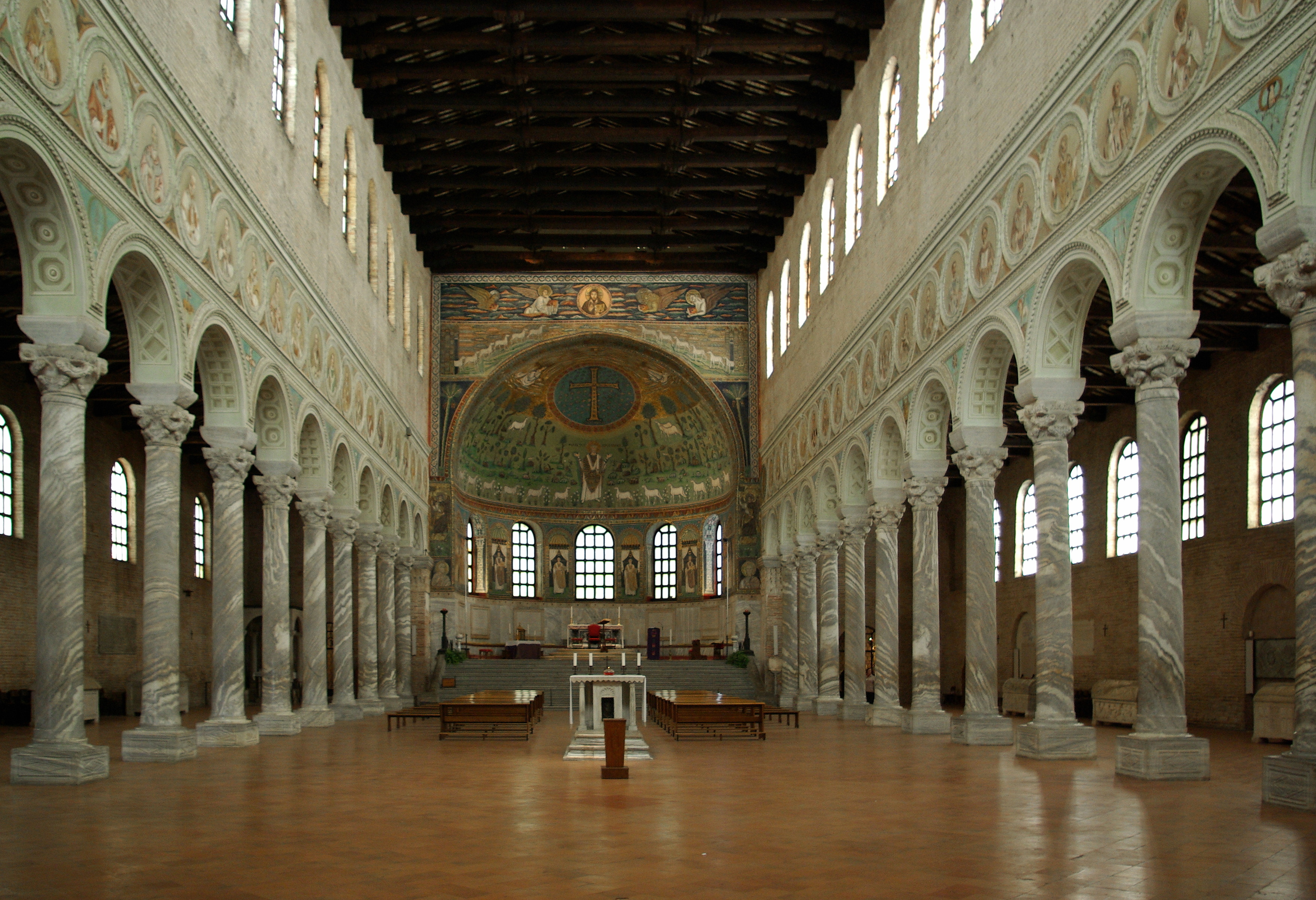
Interior de la basílica

L'interior de la basílica (55,58 x 30,30 metres) consta de tres naus limitades per dues fileres de dotze columnes de marbre gris viat grec, amb capitells d'estil romà d'Orient. Les parets estan nues, excepte la de l'absis, cobert per un «mantell policrom» de mosaic, de diferents èpoques, l'absis és accessible per dotze graons d'una ampla escala. En el centre de la basílica, al lloc del martiri de Sant Apol·linar, hi ha un altar antic.

### Arc triomfal
A la part superior de la zona de l'absis, estenent-se horitzontalment per tota l'amplada de l'arc es representa Crist dintre d'un medalló circular. Als seus costats, enmig d'un mar de núvols estilitzats es troben els símbols alats dels evangelistes: L'Àguila (sant Joan), l'Home (sant Mateu), el Lleó (sant Marc) i el Bou (sant Lluc).
La zona superior presenta als extrems les representacions de dues ciutats que tenen les muralles adornades amb pedres precioses: són Jerusalem i Betlem, de les que sorgeixen els dotze apòstols amb forma d'anyells. Als costats de l'arc hi ha dues palmeres, que a la literatura bíblica simbolitzen justícia. Sota aquestes hi ha les figures dels arcàngels Miquel i Gabriel, amb el bust de sant Mateu i d'un altre sant difícilment identificable.

### Absis

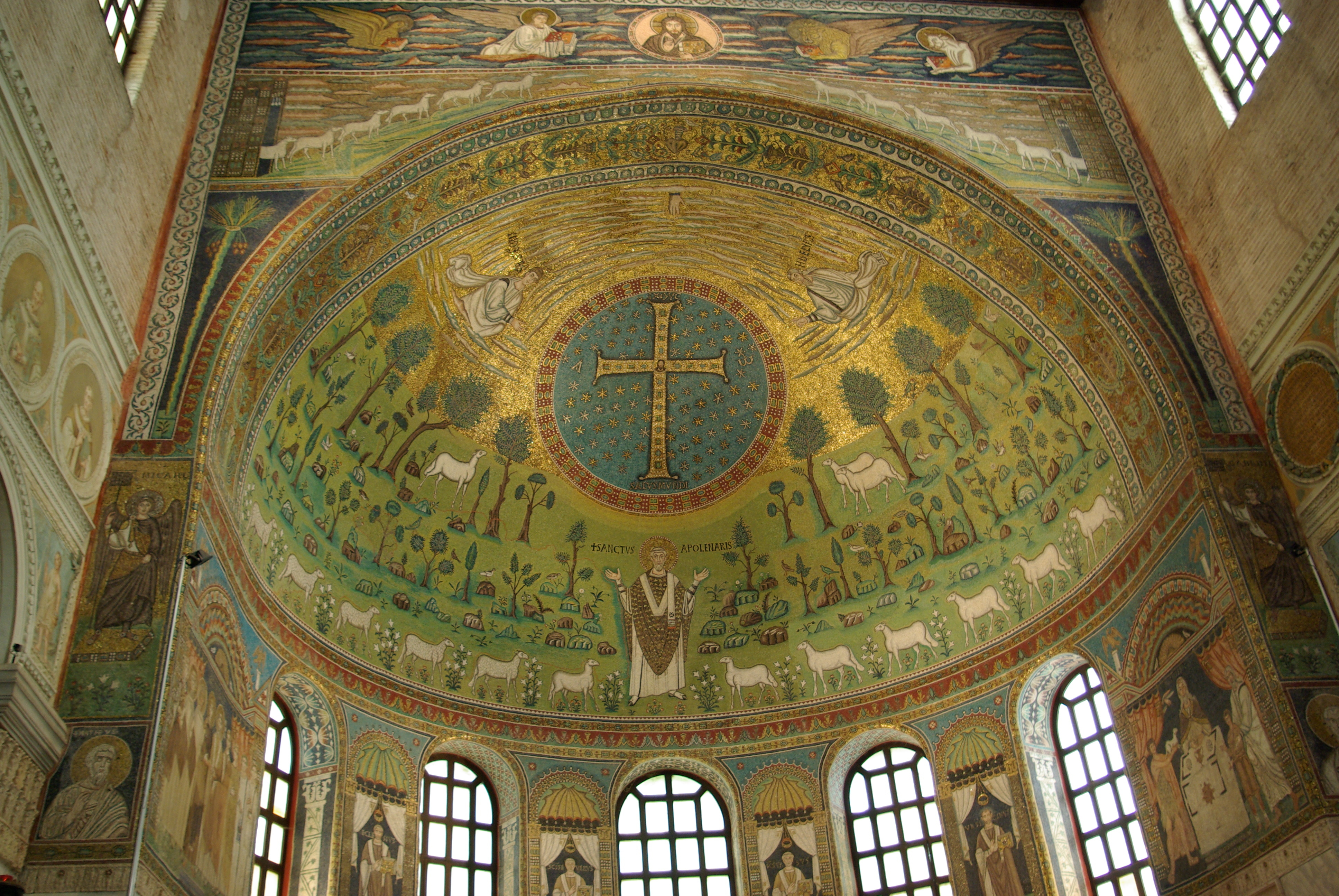
Mosaics de l'absis

Tota la decoració de la zona de l'absis es remunta quasi a mitjan segle vi i pot dividir-se en dues zones:
1. A la part superior un gran disc tanca un cel estelat sobre el que se situa una creu amb pedres precioses, que simbolitza l'encreuament dels braços i la cara de Crist. Sobre la creu es veu una mà que sorgeix dels núvols: és la mà de Déu. Als costats del disc estan les figures d'Elies i Moisès. Els tres anyells situats una mica més avall, just on comença la zona verda, amb el musell tornat cap a la creu, simbolitzen els apòstols Pere, Jaume i Joan: és clarament una representació de la Transfiguració de Crist al Mont Tabor.
2. A la zona més baixa s'estén una vall verda i florida, on hi ha roques, arbusts, plantes i ocells. Al centre s'erigeix solemne la figura de sant Apol·linar, primer bisbe de Ravenna, amb els braços oberts en actitud orant: de fet està representat en el moment d'elevar la seva pregària a Déu perquè concedeixi la gràcia als fidels que estan al seu càrrec, representats per dotze ovelles blanques.
- Detall de la figura de sant Apol·linar
- Creu central de l'absis
- Detall de la cara de Crist al centre de la creu

A sota els espais situats entre les cinc finestres de l'absis estan representats quatre bisbes, fundadors de les principals basíliques de Ravenna: Ursicí, Orso, Sever i Ecclesio, amb hàbit sacerdotal i portant un llibre a la mà.

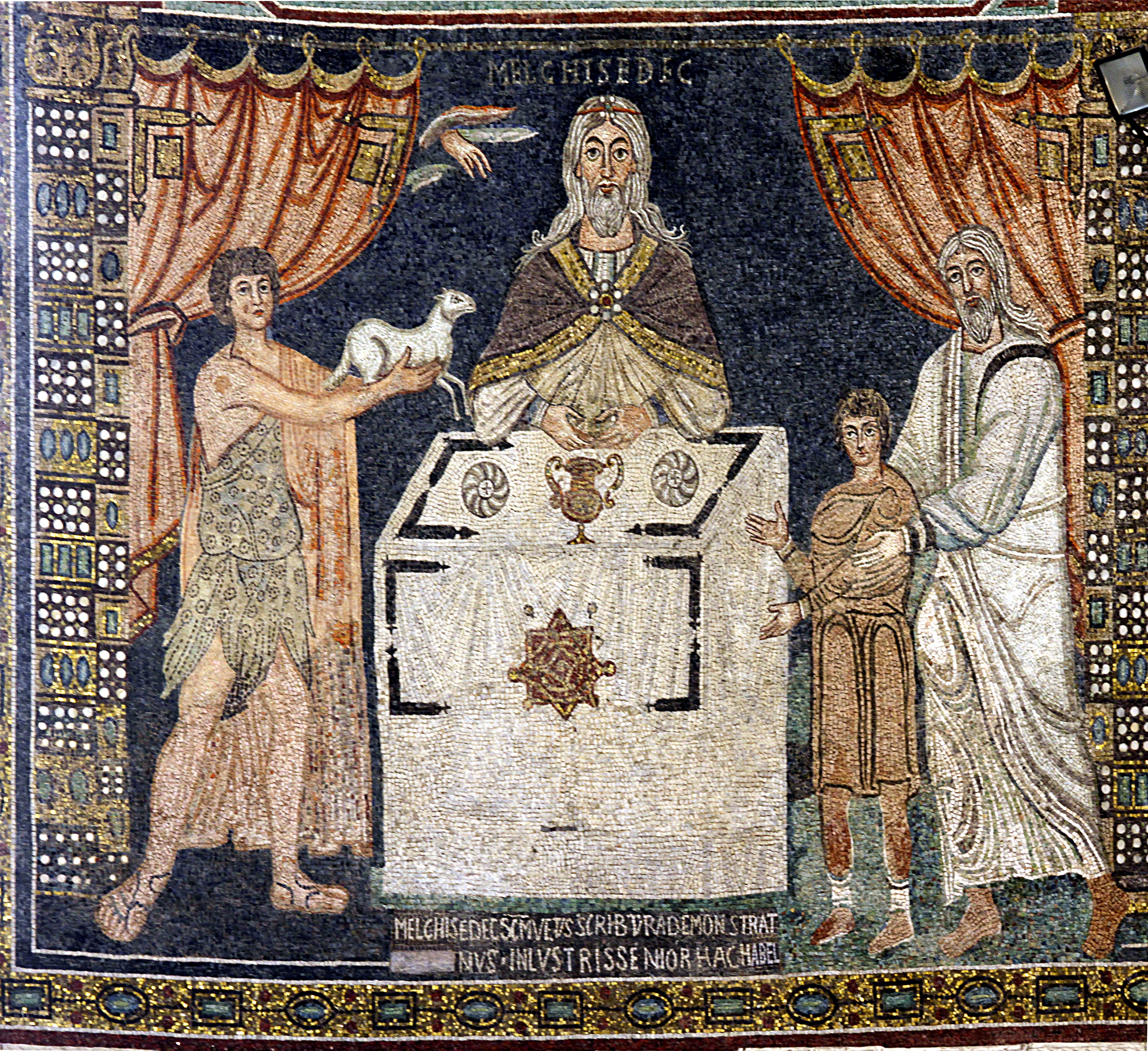
Representació d'Abraham, Abel i Melquisedec oferint sacrificis a Déu

Als costats de l'absis hi ha dos panys de paret amb mosaics del segle VII: el de l'esquerra, molt reconstruït, reprodueix a l'emperador de Bizanci, Constantí IV, concedint privilegis a l'Església de Ravenna a Reparat enviat per l'arquebisbe Maur. Al pany de paret de la dreta apareixen representats Abraham, Abel i Melquisedec al voltant d'un altar on ofereixen sacrificis al Senyor.
L'elecció del tema està fortament unida a la lluita contra l'arrianisme, que nega la naturalesa humana i divina de Jesucrist, ja que aquests neguen la seva divinitat. A més a més de la representació d'Apol·linar entre els apòstols, era una legitimació per a Maximià com primer arquebisbe d'una diòcesi directament unida als primers seguidors de Crist, a l'ésser Apol·linar, segons la llegenda, deixeble de sant Pere.
Algunes restauracions han permès descobrir una sinòpia sota els mosaics de la pica on es descobreix que el tema decoratiu, que antigament tenia flors, fruita i copes amb ocells, va ser canviat per complet amb motiu de la necessitat de celebrar haver aconseguit el rang d'arxidiòcesi.
Al llarg dels murs de la basílica hi ha situats nombrosos sarcòfags que poden datar-se entre els segles v al viii i que ens permeten avaluar els canvis d'estil produïts al llarg dels segles. Dels relleus dels sarcòfags romans, d'una gran plasticitat, amb figures humanes, es passa a les simbologies romanes d'Orient, amb una més gran abstracció i simplificació.
Els retrats dels arquebisbes de Ravenna, pintats a les parets de la nau central, en gran part es van realitzar durant el segle xviii.